# Termes anatòmics de localització
Els termes anatòmics de localització estàndard tracten de manera inequívoca l'anatomia dels animals, inclosos els humans.
Tots els vertebrats (inclosos els humans) tenen el mateix pla corporal bàsic: són estrictament i bilateralment simètrics en les primeres etapes embrionàries i, en bona part, simètrics bilateralment en l'edat adulta. Si es divideixen pel centre, tenen una meitat esquerra i dreta especularment iguals (o gairebé). Per aquestes raons, els termes direccionals bàsics es poden considerar que s'utilitzen en els vertebrats. Per extensió, s'utilitzen els mateixos termes per a molts altres organismes (invertebrats).

## Posició anatòmica

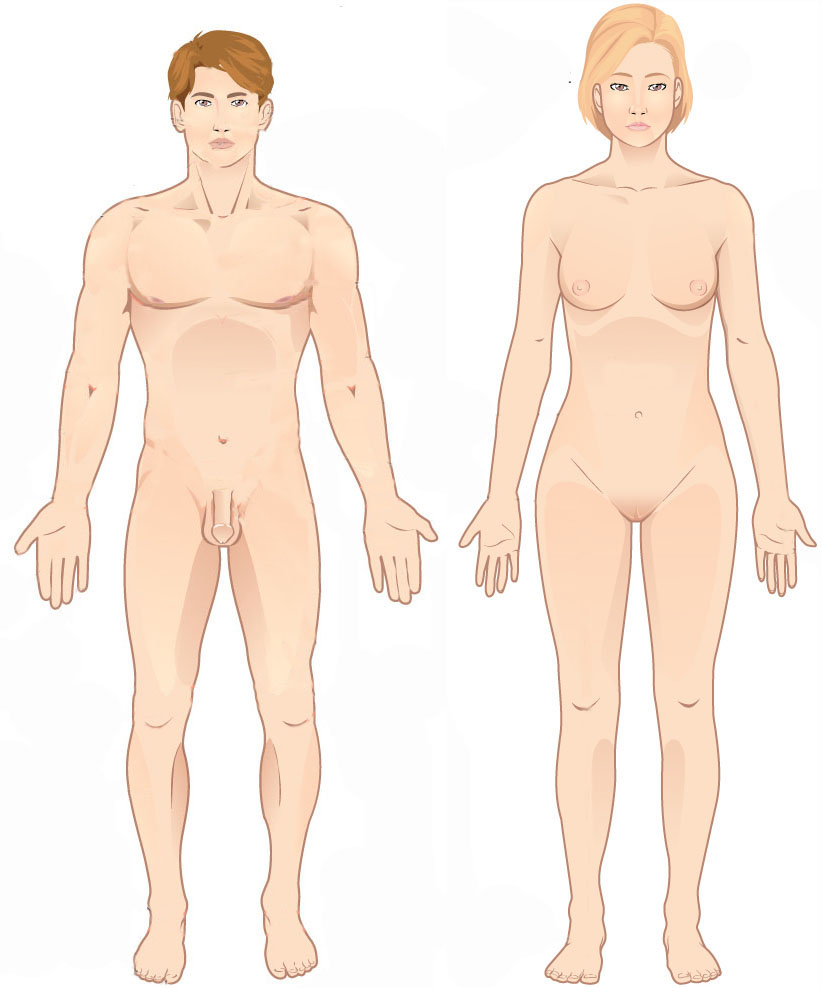
Posicions anatòmiques estàndard 'un home i una dona

Decúbits

L'animal pot modificar la seva posició en el medi, però a més, qualsevol de les seves parts pot variar al seu torn respecte a la resta del cos. Per això és important que les referències descriptives dels organismes es realitzin pel que fa a la posició anatòmica estàndard.
No hi ha una definició formal de la posició anatòmica estàndard emprada en el camp de la Zoologia. Aquesta postura es pot definir lliurement com la posició en la qual l'animal està en descans i qualsevol de les seves parts en línia recta.
Situat en una taula de dissecció, la posició del cos humà es troba en decúbit supí. És la posició que presenten els cadàvers preparats per a l'autòpsia, amb els braços rotats cap a fora de manera que els polzes queden allunyats del tronc i els palmells endavant. El que abans mirava cap endavant ara mira cap amunt i el que abans mirava cap enrere mira ara cap avall.

### Pla de Frankfurt
També conegut com a pla aurículo-orbital, el  pla de Frankfurt  es va adoptar al Congrés Mundial d'Antropologia que es va celebrar a l'esmentada ciutat alemanya el 1884, com la posició anatòmica estàndard del crani humà.
El pla horitzontal està delimitat per l'extrem inferior de l'òrbita esquerra i el marge superior d'ambdós meats auditius externs.
Aquesta posició estàndard pot ser també emprada per als homínids i fins i tot per a la totalitat dels primats, però no per a altres grups animals.

## Plans anatòmics

Plans anatòmics

Els plans anatòmics són plans imaginaris que passen pel cos en posició anatòmica. N'hi ha tres:

### Relatius al cos
- Pla frontal: Qualsevol pla vertical, paral·lel a l'eix major del cos, perpendicular al pla sagital i que divideix el cos en una part frontal i una dorsal.
- Pla horitzontal: Qualsevol pla transvers perpendicular a l'eix longitudinal del cos.
- Pla sagital: qualsevol dels plans verticals que passen pel cos o per un membre o òrgan, paral·lels al pla medià, i el divideixen en una part esquerra i una part dreta.

### Relatius a un membre o òrgan
- Pla axial: El que és paral·lel a l'eix longitudinal d'una estructura.
- Pla transvers: Pla horitzontal que estableix angles rectes amb l'eix longitudinal d'una estructura.

## Eixos anatòmics
| Eixos                                                  | Terme direccional         | Dirigit cap a                                                   |
| ------------------------------------------------------ | ------------------------- | --------------------------------------------------------------- |
| Anteroposterior                                        | Anterior                  | - Ventre en els primats - Punta del cap de en peixos            |

Posició anatòmica, amb termes d'ubicació

| Anteroposterior                                        | Posterior                 | - Esquena en els primats - Part posterior / posterior de la cua |
| Craniocaudal, longitudinal, cefalocaudal, rostrocaudal | Rostral, cranial, cefàlic | - Final del cap - Superior in humans                            |
| Craniocaudal, longitudinal, cefalocaudal, rostrocaudal | Caudal                    | - Part posterior / posterior de la cua - Inferior en humans     |
| Dorsoventral                                           | Dorsal                    | Esquena, columna vertebral                                      |
| Dorsoventral                                           | Ventral                   | Panxa                                                           |
| Esquerra-dreta                                         | Esquerra                  | Costat de la mà esquerra                                        |
| Esquerra-dreta                                         | Dreta                     | Costat de la mà dreta                                           |
| Mediolateral                                           | Medial                    | Cap a la línia del centre                                       |
| Mediolateral                                           | Lateral                   | Lluny de la línia central                                       |
| Proximal/distal                                        | Proximal                  | Punt en el qual s'aplega el cos a l'apèndix o extremitat        |
| Proximal/distal                                        | Distal                    | Extrem de l'apèndix o extremitat                                |

## Regions
Eix anteroposterior
El definit pels extrems o regions cranial (anterior) i caudal (posterior).
Regió cranial
També dita extrem anterior o cefàlic, es defineix per la posició de la part anterior del cap. En els animals bípedes, en lloc d'anterior s'empra el terme superior.
Regió caudalTambé conegut com a extrem posterior està definit per la regió de la cua o pol oposat al cap.

### Definides per l'eix anteroposterior

En el crani humà, els termes rostral i caudal s'adapten al neuroeix corbat dels Hominidae, rostrocaudal que significa la regió en forma de C que connecta les regions rostrals i caudals.

#### Regió cranial
També anomenat extrem anterior, rostral o cefàlic, es defineix per la posició frontal del cap.
En animals bípedes, d'anterior s'empra el terme superior.

#### Regió caudal
També conegut com a extrem posterior està definit per la regió de la cua o pol oposat al capdavant. En animals bípedes, en lloc de posterior s'empra el terme inferiors, si bé és cert els eixos transversals pots ser verticals però alhora anteroposterior

### Definides per l'eix dorsoventral
El definit pels extrems o regions dorsal i ventral.

#### Regió dorsal
En els vertebrats quadrúpedes, es defineix la regió dorsal com la que quedaria més allunyada del sòl si es dividís el cos per la meitat emprant un pla imaginari paral·lel a aquest. Per extensió, en altres animals no vertebrats el cos adquireixi una postura anatòmica estàndard l'eix major sigui paral·lel al sòl es considera regió dorsal la delimitada de la mateixa manera. En els bípedes, la regió dorsal és el resultat de girar el pla traçat els mateixos 90° que l'eix major del cos de l'animal.
En els vertebrats, aquesta regió coneix àrees amb denominacions específiques:
- Regió cervical: La delimitada per les vèrtebres cervicals.
- Regió toràcica : La delimitada per les vèrtebres toràciques. Pot ser anomenada esquena.
- Regió lumbar : La delimitada per les vèrtebres lumbars.
- Regió sacrococcígia : La delimitada per les vèrtebres del sacre (En alguns quadrúpedes és coneguda com a gropa) i del còccix.

#### Regió ventral
Traçant el mateix pla emprat per a la definició de la regió dorsal, es coneix com a regió ventral la que queda més propera a terra i que com aquella, té també àrees amb denominacions específiques: la que queda més propera a terra i que com aquella, té també àrees amb

### Definides per l'eix lateral
També conegut com a eix esquerra-dreta és el definit pels costats de l'animal prenent com a referència el pla perpendicular a terra que divideix el cos per l'eix major.
Delimita els costats dret i esquerre que es prenen sempre referits a l'animal i mai respecte a un possible objectiu que estigués davant seu.

### Definides per l'eix lateromedial
L'eix lateromedial discorre entre el punt mitjà del cos i un dels costats (esquerre o dret).
Resulta obvi que l'extrem lateral és el corresponent a qualsevol dels costats del cos, i l'extrem medial el que se situa a l'interior d'aquest.

### Definides per l'eix proximal-distal
Els extrems proximal i distal que delimiten aquest eix, són emprats per definir la posició que ocupen els apèndixs del cos pel que fa a aquest.

#### Extrem proximal
És el més proper al cos de l'animal. En el cas de les extremitats, serien els extrems proximals els caps de l'húmer i del fèmur, és a dir, les articulacions dels membres amb el tronc.

#### Extrem distal
És el més allunyat del cos de l'animal. Les falanges de mans i peus i la punta de les banyes, les orelles o de la cua serien els extrems distals d'aquests apèndixs.

## Línies corporals
Els punts oposats i els eixos delimitats per aquests, es projecten en la superfície del cos formant quatre línies paral·leles a l'eix anteroposterior:

### Línia mitjana dorsal
Línia imaginària que discorre entre els extrems cranial i caudal dividint la regió dorsal en dues meitats: esquerra i dreta. En animals vertebrats discorre paral·lela a la columna vertebral.

### Línia mitjana ventral
Línia imaginària que discorre entre els extrems cranial i caudal dividint la regió ventral en dues meitats: esquerra i dreta.

### Línies mitjanes laterals
Línies imaginàries que discorren entre els extrems cranial i caudal dividint les regions laterals dreta i esquerra en dues meitats cadascuna: dorsal i ventral.

## Parts del tòrax

### Regió pectoral
La delimitada per la caixa toràcica, de manera que també és coneguda com a regió toràcica ventral. Pit és un dels noms emprats popularment per referir-s'hi.

### Regió abdominal
La delimitada per la cavitat homònima. També es coneix com a abdomen o ventre.